# Командування Західних сполучень
Командування Західних сполучень або Командувач Західних сполучень (англ. Commander-in-Chief, Western Approaches) — одне з оперативних об'єднань Королівського військово-морського флоту Великої Британії часів Другої світової війни. Основним призначенням Командування було оперативне керівництво частиною  британського флоту, призначеного для захисту західних морських шляхів до Британських островів.
Командування Західних сполучень було створене відразу після початку Другої світової війни в Європі. Головним стратегічним напрямком діяльності Командування булі лінії морські комунікації в Північній Атлантиці, що простягалися між Великою Британією та Північною Америкою до широти мису Фіністерре. З початком німецько-радянської війни зона відповідальності Командування розширилася на північ до радянських портів Мурманськ та Архангельськ.

## Командування
Командувачі
- адмірал сер Мартін Данбар-Насміт (9 вересня 1939 — 17 лютого 1941);
- адмірал сер Персі Нобл (17 лютого 1941 — 19 листопада 1942);
- адмірал сер Макс Кеннеді Ґортон (19 листопада 1942 — 15 серпня 1945).